# 영산줄다리기

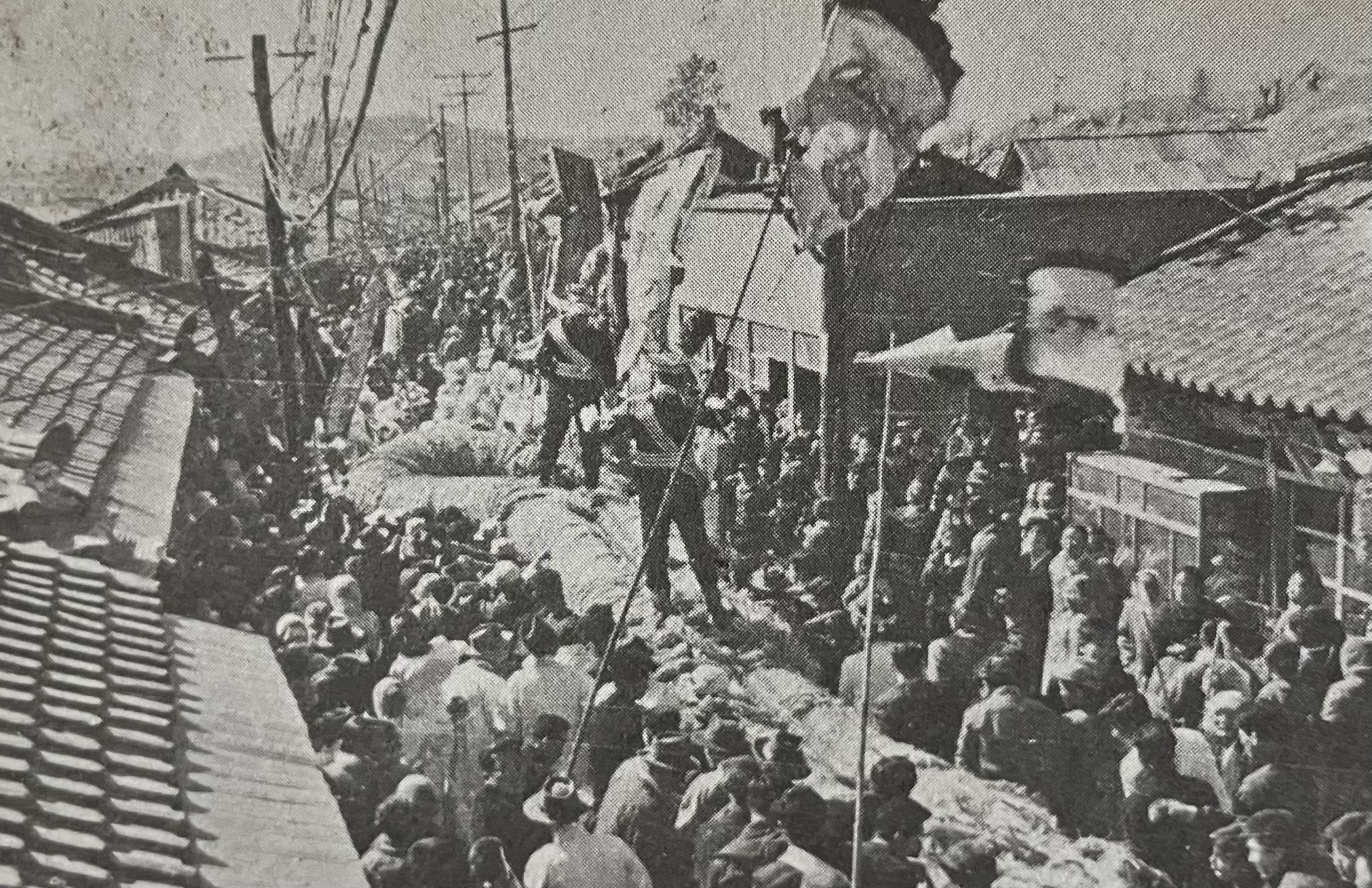

영산줄다리기(靈山줄다리기)는 경상남도 창녕군 지역에서 행해지는 용사(龍蛇 :용과 뱀)신앙에 바탕을 둔 농경의례놀이로 암줄과 숫줄의 모의 성행위를 통해 그 해 농사의 풍흉을 점치거나 풍년을 기원하는 마을공동체의 민속놀이이다. 1969년 2월 11일 대한민국의 국가무형유산 제26호로 지정되었다.

## 개요
줄다리기는 마을을 동·서로 나누어 승패를 가르는 놀이이다. 동·서 양편은 각각 남성과 여성으로 상징되며, 생산의 의미에서 여성을 상징하는 서편이 이겨야 풍년이 든다고 전한다. 줄다리기는 줄쌈이라고도 하며 영산지방에서는 ‘줄땡기기’ , ‘갈전(葛戰)’이라고도 하는데 이는 산의 칡넝쿨보다 길게 줄을 만들어 당겼다는 옛이야기에서 나온 말이다. 줄다리기는 주로 정월 대보름을 전후해 벼농사를 위주로 하는 중부 이남지역에서 널리 행해지는 농경의식의 하나로 보고 있다. 현재는 3·1 민속문화제 행사의 하나로 줄다리기를 하고 있다.
줄의 길이는 40∼50m이며 몸줄의 지름이 1m가 넘는 경우도 있어 사람이 줄을 타고 앉으면 두 발이 땅에 닿지않을 정도라고 한다. 줄이 커서 손으로 잡아 당길 수가 없기 때문에 줄 중간 중간에 가늘게 만든 젓줄(벗줄)을 여러 개 매달아 잡아당기기 좋도록 만든다. 끝에는 꼬리줄이라 해서 가는 줄을 10개정도 만들어 많은 사람들이 매달릴 수 있도록 한다. 동·서 양편의 줄을 제각기 만들어 줄다리기 하는 당일에 연결하는데, 많은 사람들이 잡아당겨도 끊어지거나 풀어지지 않도록 비녀목이라 부르는 큰 나무토막을 꽂아둔다. 줄 위에 올라선 대장이 지휘를 하면 줄다리기가 시작되고, 각 마을의 농악대는 빠른 장단으로 사람들의 흥을 돋운다.
영산줄다리기는 현대에 이르러서 그 규모가 작아졌지만, 용사(龍蛇 :용과 뱀)신앙에 바탕을 둔 농경의례놀이로 암줄과 숫줄의 모의 성행위를 통해 그 해 농사의 풍흉을 점치거나 풍년을 기원하는 마을공동체의 민속놀이이며, 온 마을이 참여하는 향토축제로서 그 의의가 있다.

## 사진

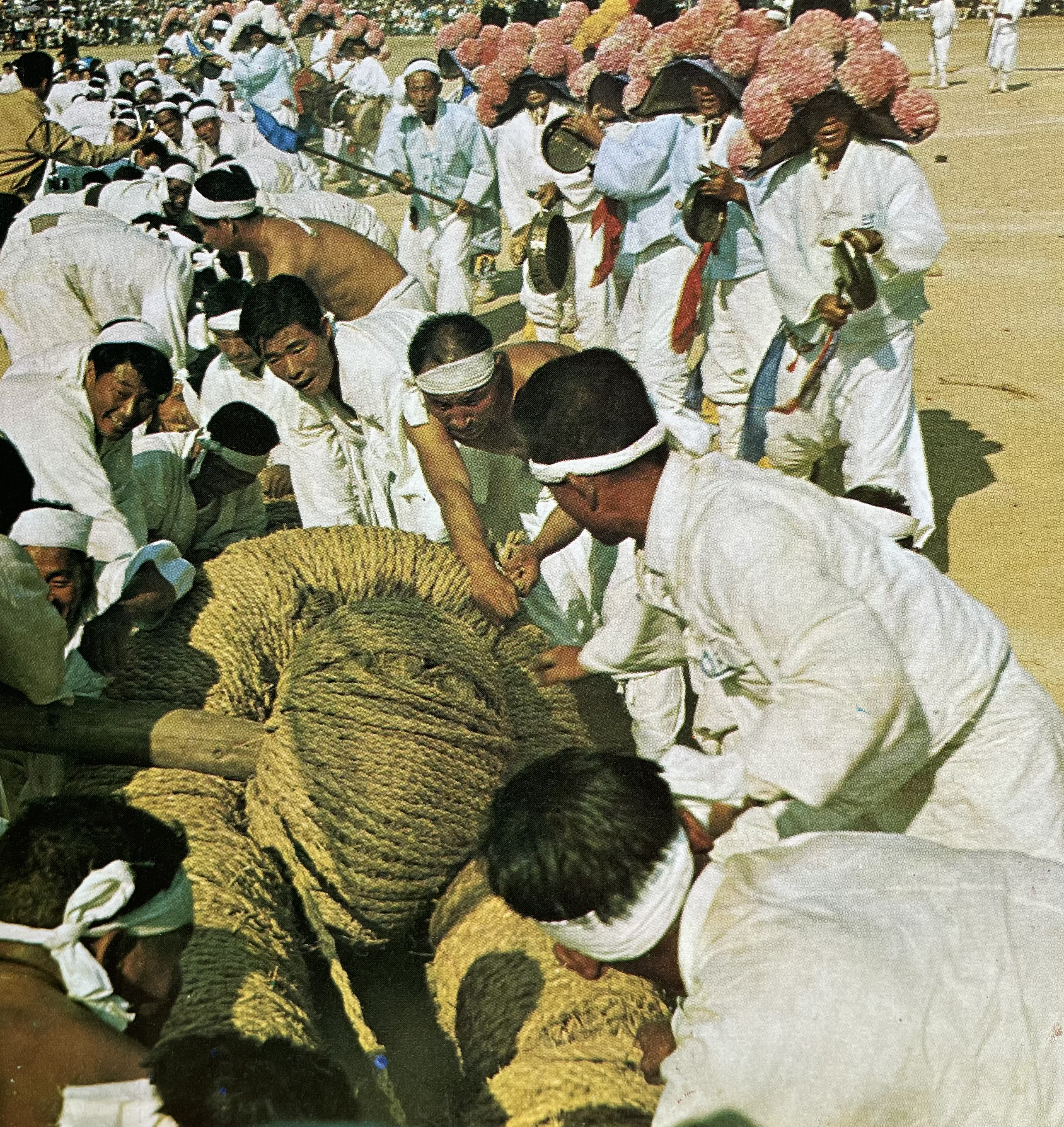
1970년대 전국민속예술경연대회에 참가한 경남 창녕군의 영산줄다리기 모습을 촬영한 사진
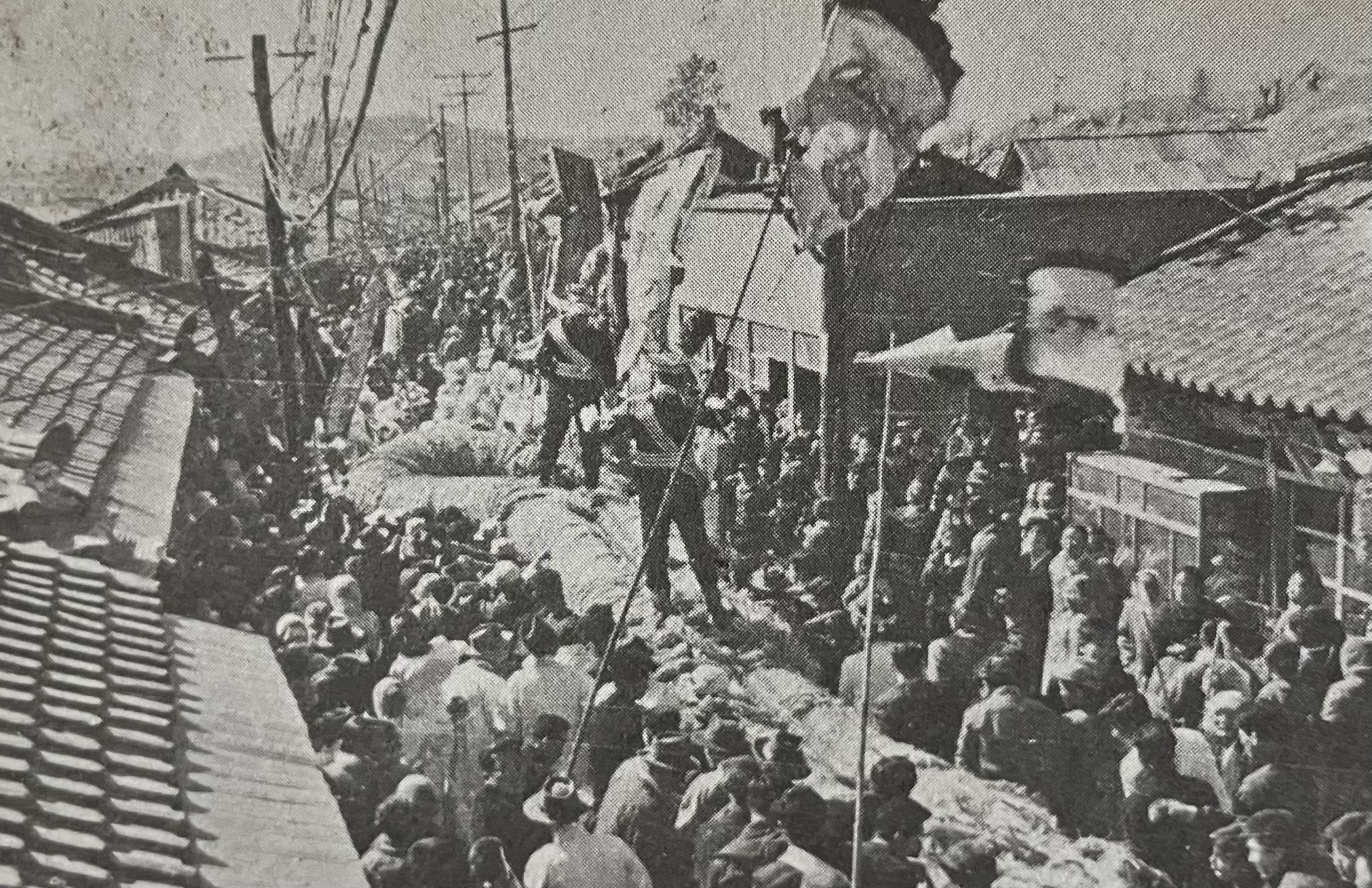
1971년 경남 창녕군 영산면에서 풍년을 기원하며 행했던 놀이인 영산줄다리기 실제 모습을 촬영한 흑백사진

## 같이 보기
- 줄다리기
- 영산줄다리기 보존회

## 참고 자료
- 영산줄다리기 - 국가유산청 국가유산포털